# Ravna Reka (Despotovac)
Pour les articles homonymes, voir Ravna Reka.
Ravna Reka (en serbe cyrillique : Равна Река) est un village de Serbie situé dans la municipalité de Despotovac, district de Pomoravlje. Au recensement de 2011, il comptait 277 habitants.

## Démographie

### Évolution historique de la population
| 1948  | 1953  | 1961  | 1971 | 1981 | 1991 | 2002 | 2011 |
| ----- | ----- | ----- | ---- | ---- | ---- | ---- | ---- |
| 1 723 | 2 248 | 2 113 | 973  | 722  | 606  | 380  | 277  |

|  |